# Kristof Joos
Kristof Joos (26 april 1978) is een Belgisch politicus voor de N-VA. Van 2019 tot 2022 was hij burgemeester van Bornem.

## Levensloop
Joos was bij de gemeenteraadsverkiezingen van 2012 lijsttrekker voor de N-VA. Hij behaalde met zijn partij vier zetels en belandde in de  oppositie. Ook voor de volgende gemeenteraadsverkiezingen in 2018 werd Joos aangeduid als lijsttrekker. Ook deze keer behaalde de partij vier zetels. Het sloot een akkoord met de kartellijst Iedereen Bornem, dat net als CD&V tien zetels had behaald. Joos werd burgemeester.
Begin 2022 viel de coalitie evenwel uit elkaar vanwege interne strubbelingen, waarna Joos de burgemeesterssjerp moest doorgeven aan Greet De bruyn van CD&V.  Zijn partij bleef wel deel uitmaken van de nieuwe meerderheid, waarbij Joos schepen werd. Hij werd bevoegd voor financiën, ruimtelijke ordening, communicatie en erfgoed.